# Paul Kellermann
Paul Kellermann (* 16. August 1937 in Stettin) ist ein deutscher und österreichischer (doppelte Staatsbürgerschaft) Soziologe.
Kellermann lehrt seit über vierzig Jahren als – nunmehr emeritierter – Universitätsprofessor für Soziologie (Bildung, Arbeit, Industrie und Betrieb, Wirtschaft und Geld) an der Alpen-Adria-Universität Klagenfurt sowie an verschiedenen Universitäten Deutschlands, Österreichs, der USA und Afrika.
Paul Kellermann prägte und begründete theoretisch die Konzepte "Bildungswissenschaften" (1968/69 Konstanzer Blätter für Hochschulfragen), "Kollektive Identität" (1972/73 Kölner Zeitschrift für Soziologie und Sozialpsychologie), "Moneyismus" (2005/07 Verlag für Sozialwissenschaften Wiesbaden).

## Thematische Schwerpunkte
Seit seiner grundlegenden Kritik  verschiedener Varianten früh- und spätbürgerlicher Ordnungssoziologie von Auguste Comte bis Talcott Parsons in seiner 1967 publizierten Münchener Dissertation sind Kellermanns Arbeitsschwerpunkte die Wirtschafts-, Bildungs- und Geldsoziologie. Diesen Gesamtzusammenhang drückt auch der Titel des als Band 22 erschienenen Buchs aus dem Klagenfurter Forschungsprojekt „Arbeit und Bildung“  –  Gesellschaftlich erforderliche Arbeit und Geld (1991) – in der seit 1977 erscheinenden Buchreihe „Klagenfurter Beiträge zur bildungswissenschaftlichen Forschung“ (herausgegeben von Kellermann) griffig aus. Dabei werden Arbeit und Bildung als universelle, gesellschaftliche Kategorien verstanden: Arbeit im Sinne jeder Tätigkeit, die Leistungen zur Stillung von Bedürfnissen verfügbar macht; und Bildung als Aufbau und Entwicklung von Persönlichkeitsstrukturen. Kritisiert wird, dass in Geldgesellschaften (Kapitalismus) Arbeit und Bildung nur noch als Erwerbsarbeit und Schulung verstanden werden. Der naive Glaube an Geld wird als "Moneyismus" verstanden.

## Schriften (Auswahl)
- Kritik einer Soziologie der Ordnung. Organismus und System bei Comte, Spencer und Parsons. Rombach, Freiburg/Br. 1967.
- Gesellschaftlich erforderliche Arbeit und Geld. Über den Widerspruch von Erwerbslosigkeit und defizitärer Sicherung der Lebensbedingungen (= Arbeit und Bildung IV), Klagenfurt 1991 [=Klagenfurter Beiträge zur bildungswissenschaftl. Forschung 22]
- Armut und Reichtum im globalen Zeitalter. In: Studien zur Sozialpädagogik. Band 8, 2008, S. 192–207.
- Von Persönlichkeitsentwicklung über Humankapital zu Bildung als Ware – Plädoyer für einen nicht-normativen, also wissenschaftlichen Bildungsbegriff. In: T. Zimmermann, W. Jütte, F. Horváth (Hg.): Arenen der Weiterbildung. Hep Verlag AG, Bern. S. 20–36.
- Künstliche Intelligenz, Roboter, digitale Vernetzung – Epochenwechsel in der gesellschaftlichen Organisation der Arbeit und Grundeinkommen. In: H.-J. Niedenzu, H. Staubmann (Hg.): Kritische Theorie und Gesellschaftsanalyse. Innsbruck University Press 2016, S. 73–88.
- Soziologie des Geldes. Grundlegende und zeithistorische Einsichten. Springer Fachmedien Wiesbaden GmbH, Wiesbaden 2014, ISBN 978-3-658-04756-6.
- Geld. In: Andrea Maurer (Hg.): Handbuch der Wirtschaftssoziologie, Springer VS, 2. Aufl. 2017, Wiesbaden, S. 349–383.
- „Moneyismus“ – der naive Glaube an Geld. Reihe Soziologie, Band 110, LIT Verlag, Münster 2025, ISBN 978-3-643-51213-0.

zuletzt herausgegeben:
- Geld und Gesellschaft, Wiesbaden 2005.
- Die Geldgesellschaft und ihr Glaube, Wiesbaden 2007.
- Zur Kritik europäischer Hochschulpolitik, Wiesbaden 2009.
- Universität nach Bologna?, Mandelbaum-Verlag 2016, zus. mit Helmut Guggenberger und Karl Weber.
- Bert Kellermann – Der Spieler und seine Frau, Fjodor Dostojewski, seine Frau und die Glücksspielsucht. BoD-Verlag, Norderstedt 2016.